# رونالد زين
رونالد زين (بالإنجليزية: Ronald Zinn)‏ هو منافس ألعاب قوى أمريكي، ولد في 10 مايو 1939 في بيوريا في الولايات المتحدة، وتوفي في 7 يوليو 1965.

## وصلات خارجية
- رونالد زين على موقع أوليمبيديا (الإنجليزية)